# Fuerteventurai repülőtér
Fuerteventurai repülőtér (IATA: FUE, ICAO: GCFV) egy kisebb nemzetközi repülőtér Puerto del Rosario közelében. A légikikötő 1968-ban nyílt meg. Éves utasforgalma 5 641 500 fő (2022). Üzemeltetője az AENA.

## Forgalom
Az utasforgalom az elmúlt években az alábbi módon változott:
| Utasok száma | 3 919 224 | 4 071 875 | 4 629 877 | 3 738 492 | 4 948 018 | 4 764 646 | 5 676 323 | 6 118 893 | 2 144 178 | 5 641 500 |
|              | 2003      | 2005      | 2007      | 2009      | 2011      | 2014      | 2016      | 2018      | 2020      | 2022      |

## Légitársaságok és úticélok
2025-ben a Fuerteventurai repülőtérről az alábbi járatok indulnak (Utoljára frissítve: 2025-08-16):
| Légitársaság                    | Célállomások |
| ------------------------------- | --- |
| Aer Lingus                      | Szezonális: Dublin |
| Air Nostrum                     | Szezonális charter: Porto |
| AlbaStar                        | Szezonális: Bergamo[forrás?] |
| Austrian Airlines               | Szezonális: Bécs[forrás?] |
| Binter Canarias                 | Gran Canaria, La Palma, Tenerife–North Szezonális: Funchal |
| Braathens International Airways | Szezonális charter: Koppenhága, Gothenburg Stockholm–Arlanda |
| British Airways                 | Szezonális: London–Gatwick |
| Brüsszel Airlines               | Brüsszel |
| CanaryFly                       | Gran Canaria, Tenerife–North |
| Chair Airlines                  | Szezonális: Zürich[forrás?] |
| Condor                          | Düsseldorf, Frankfurt, Hamburg, Leipzig/Halle, München, Stuttgart Szezonális: Nuremberg |
| Corendon Airlines               | Köln/Bonn, Düsseldorf, Hannover, Nuremberg |
| Discover Airlines               | Frankfurt, München |
| easyJet                         | Basel/Mulhouse, Berlin, Birmingham, Bristol, Liverpool, London–Gatwick, London–Luton, Manchester, Milan–Malpensa, Párizs-Charles de Gaulle repülőtér Szezonális: Amszterdam,[forrás?] Belfast–International, Edinburgh,[forrás?] Glasgow, Naples |
| Edelweiss Air                   | Zürich |
| Eurowings                       | Köln/Bonn, Düsseldorf, Hamburg Szezonális: Berlin, Nuremberg, Prága (kezdődik 2025 október 29-től), Stuttgart |
| Enter Air                       | Katowice, Varsó–Chopin, Poznan, Wrocław Szezonális charter: Karlsruhe/Baden-Baden[forrás?] |
| Finnair                         | Szezonális charter: Helsinki |
| Freebird Airlines               | Szezonális charter: Köln/Bonn,[forrás?] Leipzig/Halle,[forrás?] Paderborn/Lippstadt[forrás?] |
| Iberia                          | Madrid Szezonális: Santiago de Compostela, Seville,[forrás?] Valencia[forrás?] |
| Iberia Express                  | Madrid |
| Jet2.com                        | Belfast–International, Birmingham, Bournemouth, Bristol, East Midlands, Edinburgh, Glasgow, Leeds/Bradford, Liverpool, London–Luton, London–Stansted, Manchester, Newcastle upon Tyne |
| Lufthansa                       | Szezonális: MünchenSablon:Bsn |
| Luxair                          | Luxembourg |
| Marabu                          | Köln/Bonn Szezonális: München[forrás?] |
| Neos                            | Bologna, Milan–Malpensa, Róma–Fiumicino, Verona |
| Play                            | Szezonális: Reykjavík–Keflavík |
| Ryanair                         | Barcelona, Bergamo, Berlin, Birmingham, Bologna, Bristol, Charleroi, Köln/Bonn, Cork, Dublin, East Midlands, Edinburgh, Krakkó, Leeds/Bradford, London–Stansted, Madrid, Manchester, Newcastle upon Tyne, Pisa, Santiago de Compostela, Seville, Shannon, Bécs, Weeze Szezonális: Bournemouth, Liverpool, London–Luton, Milan–Malpensa, Róma–Fiumicino[forrás?] |
| Scandinavian Airlines           | Szezonális: Koppenhága (kezdődik 2025 november 1-től) Szezonális charter: Oslo |
| Smartwings                      | Brno, Katowice, Prága, Varsó–Chopin Szezonális charter: Budapest |
| Sunclass Airlines               | Szezonális charter: Stockholm–Arlanda[forrás?] |
| Sundair                         | Berlin, Bremen, Dresden, Münster/Osnabrück |
| TAP Air Portugal                | Lisbon |
| Transavia                       | Amszterdam Szezonális: Nantes,[forrás?] Párizs–Orly[forrás?] |
| TUI Airways                     | Birmingham, Bristol, Cardiff (kezdődik 2025 december 20-tól), London–Gatwick, Manchester |
| TUI fly Belgium                 | Brüsszel |
| TUI fly Deutschland             | Düsseldorf, Frankfurt, Hannover, München, Stuttgart |
| TUI fly Netherlands             | Amszterdam, Rotterdam |
| Volotea                         | Asturias, Bordeaux, Lyon, Marseille, Nantes, Toulouse Szezonális: Lille |
| Vueling                         | Barcelona, Bilbao, Málaga, Párizs–Orly, Santiago de Compostela, Seville |
| Wizz Air                        | Szezonális: Katowice, Varsó–Chopin |